# زاميا شبة جبلية
زاميا شبة جبلية (الاسم العلمي: Zamia pseudomonticola) هي نوع من النباتات تتبع جنس الزاميا من الفصيلة الزامية.